# Hadiwarno (Mejobo)
Hadiwarno is een bestuurslaag in het regentschap Kudus van de provincie Midden-Java, Indonesië. Hadiwarno telt 4878 inwoners (volkstelling 2010).